# 富士宮市役所
富士宮市役所（ふじのみやしやくしょ）は、日本の地方公共団体である静岡県富士宮市の組織が入る施設。市庁舎の建物の高さは富士山の標高にちなんで37.76mである。

## 概要

### 所在地
- 〒418-8601
- 住所：静岡県富士宮市弓沢町150[2]

### 開庁時間
- 8時30分～17時15分（月曜日から金曜日）
- 休館日・休業日：土曜日・日曜日・祝日・年末年始

### 市庁舎
MRDB方式を採用している。また、市役所7階には松屋が入居している。展望室観覧は要問合せ。富士宮駅伝競走大会のスタート地点でもある。富士山の絵画などが多く展示されている（曽宮一念、田崎広助など）。
| 階 | 概 要 |
| -- | --- |
| 7F | 富士山展望フロア、松屋（11:00から14:00） |
| 6F | 教育総務課、スポーツ振興課、教育文化課、学校教育課、教育委員会、水道業務課、水道工務課、監査委員事務局、工事検査課                           |
| 5F | 管理課（都市整備部）、道路河川課、土地対策課、建築指導課、住宅営繕課、都市計画課、都市整備課、下水道課                                       |
| 4F | 人事課、行政課、選挙管理委員会事務局、農業委員会事務局、環境森林課、生活環境課、農政課、商工観光課、管理課                                   |
| 3F | フードバレー推進室、秘書広報課、企画経営課、財政課                                                                                           |
| 2F | 情報政策課、市議会事務局 |
| 1F | 市民課、防災生活課、福祉総合相談課、くらしの相談課、収納課、市民税課、資産税課、保険年金課、福祉企画課、介護障害支援課、子ども未来課、出納室 |
| B1 | 管理課、予防課、警防課 |

### アクセス
- 富士宮駅から徒歩
- 宮バス宮1・2・3